# Verkehrsbetriebe Brandenburg an der Havel
Verkehrsbetriebe Brandenburg an der Havel GmbH (VBBr) er et selskab, der driver den offentlige trafik i Brandenburg an der Havel. Selskabet ejes af Technische Werke Brandenburg an der Havel GmbH, der igen ejes af byen. Der er fem sporvejslinier, ni buslinier og tre natbuslinier. Desuden ejer VBBr Fähre Neuendorf, der dog drives af Brandenburger Dienstleistungen GmbH.
Sporvejsdriften begyndte 1. oktober 1897 med hestesporvogne, der blev afløst af elektriske sporvogne 1. april 1911. Sporvejsnettet er metersporet og har en længde på 17,65 km. Driften varetages af 18 sporvogne.